# Championnats d'Europe de cyclisme sur piste 2023
Navigation
2022 2024
Les Championnats d'Europe de cyclisme sur piste 2023 ont lieu du 8 au 12 février 2023 à Granges, en Suisse. Les épreuves se tiennent dans le Vélodrome Suisse. C'est la troisième fois que le site accueille les championnats d'Europe sur piste après 2015 et 2021.
Les années précédentes, les championnats d'Europe sur piste se déroulaient à l'automne, principalement en octobre. Cependant, avec le décalage par l'Union cycliste internationale (UCI) des championnats du monde sur piste à l'automne, les championnats d'Europe ont été déplacés au printemps.
Ces championnats d'Europe attribuent des points au classement UCI qui sert à la qualification pour les Jeux olympiques d'été de 2024.

## Programme
| Les athlètes les plus titrés des championnats d'Europe, chacun avec trois médailles d'or : Katie Archibald, Lea Sophie Friedrich et Harrie Lavreysen |  | Les athlètes les plus titrés des championnats d'Europe, chacun avec trois médailles d'or : Katie Archibald, Lea Sophie Friedrich et Harrie Lavreysen |  | Les athlètes les plus titrés des championnats d'Europe, chacun avec trois médailles d'or : Katie Archibald, Lea Sophie Friedrich et Harrie Lavreysen |
| Les athlètes les plus titrés des championnats d'Europe, chacun avec trois médailles d'or : Katie Archibald, Lea Sophie Friedrich et Harrie Lavreysen |  | |  | |

| Date                | Finales masculines                                  | Finales féminines                                     |
| ------------------- | --------------------------------------------------- | ----------------------------------------------------- |
| Mercredi 8 février  | Course à l'élimination, vitesse par équipes         | Scratch, vitesse par équipes                          |
| Jeudi 9 février     | Course aux points, kilomètre, poursuite par équipes | Course à l'élimination, poursuite par équipes         |
| Vendredi 10 février | Poursuite individuelle, scratch                     | Omnium, vitesse individuelle                          |
| Samedi 11 février   | Omnium, vitesse individuelle                        | 500 mètres, course aux points, poursuite individuelle |
| Dimanche 12 février | Course à l'américaine, keirin                       | Course à l'américaine, keirin                         |

## Résultats
- (q) signifie que le coureur n'a pas participé à la finale pour la médaille, mais à un tour qualificatif.

### Épreuves masculines
| Épreuves               | Or                                                                                  | Or             | Argent                                                                          | Argent         | Bronze                                                                                   | Bronze         |
| ---------------------- | ----------------------------------------------------------------------------------- | -------------- | ------------------------------------------------------------------------------- | -------------- | ---------------------------------------------------------------------------------------- | -------------- |
| Kilomètre              | Jeffrey Hoogland                                                                    | 58 s 203       | Alejandro Martínez                                                              | 59 s 687       | Maximilian Dörnbach                                                                      | 59 s 778       |
| Keirin                 | Harrie Lavreysen                                                                    |                | Patryk Rajkowski                                                                |                | Jeffrey Hoogland                                                                         |                |
| Vitesse individuelle   | Harrie Lavreysen                                                                    |                | Mateusz Rudyk                                                                   |                | Rayan Helal                                                                              |                |
| Vitesse par équipes    | Pays-Bas Jeffrey Hoogland Harrie Lavreysen Roy van den Berg Tijmen van Loon (q)     | 42 s 325       | Grande-Bretagne Jack Carlin Alistair Fielding Hamish Turnbull Joseph Truman (q) | 43 s 565       | France Timmy Gillion Melvin Landerneau Sébastien Vigier                                  | 43 s 332       |
| Poursuite individuelle | Jonathan Milan                                                                      | 4 min 3 s 744  | Daniel Bigham                                                                   | 4 min 5 s 860  | Tobias Buck-Gramcko                                                                      | 4 min 9 s 796  |
| Poursuite par équipes  | Italie Filippo Ganna Francesco Lamon Jonathan Milan Manlio Moro Simone Consonni (q) | 3 min 47 s 667 | Grande-Bretagne Daniel Bigham Charlie Tanfield Ethan Vernon Oliver Wood         | 3 min 48 s 800 | France Thomas Denis Corentin Ermenault Quentin Lafargue Benjamin Thomas Adrien Garel (q) | 3 min 49 s 837 |
| Course aux points      | Simone Consonni                                                                     | 54 pts         | Albert Torres                                                                   | 51 pts         | Donavan Grondin                                                                          | 48 pts         |
| Américaine             | Allemagne Roger Kluge Theo Reinhardt                                                | 43 pts         | Italie Simone Consonni Michele Scartezzini                                      | 34 pts         | France Benjamin Thomas Donavan Grondin                                                   | 32 pts         |
| Scratch                | Oliver Wood                                                                         |                | Roy Eefting                                                                     |                | Donavan Grondin                                                                          |                |
| Omnium                 | Benjamin Thomas                                                                     | 162 pts        | Simone Consonni                                                                 | 146 pts        | William Perrett                                                                          | 136 pts        |
| Course à l'élimination | Tim Torn Teutenberg                                                                 |                | Rui Oliveira                                                                    |                | Philip Heijnen                                                                           |                |

### Épreuves féminines
| Épreuves               | Or                                                                                      | Or             | Argent                                                                                        | Argent         | Bronze                                                             | Bronze         |
| ---------------------- | --------------------------------------------------------------------------------------- | -------------- | --------------------------------------------------------------------------------------------- | -------------- | ------------------------------------------------------------------ | -------------- |
| 500 mètres             | Emma Hinze                                                                              | 32 s 947       | Taky Marie-Divine Kouamé                                                                      | 33 s 290       | Hetty van de Wouw                                                  | 33 s 354       |
| Keirin                 | Lea Sophie Friedrich                                                                    |                | Emma Finucane                                                                                 |                | Emma Hinze                                                         |                |
| Vitesse individuelle   | Lea Sophie Friedrich                                                                    |                | Pauline Grabosch                                                                              |                | Sophie Capewell                                                    |                |
| Vitesse par équipes    | Allemagne Lea Sophie Friedrich Pauline Grabosch Emma Hinze Alessa-Catriona Pröpster (q) | 46 s 865       | Grande-Bretagne Lauren Bell Emma Finucane Katy Marchant Sophie Capewell (q)                   | 47 s 639       | Pays-Bas Kyra Lamberink Steffie van der Peet Hetty van de Wouw     | 47 s 431       |
| Poursuite individuelle | Franziska Brauße                                                                        | 3 min 20 s 101 | Josie Knight                                                                                  | 3 min 23 s 613 | Mieke Kröger                                                       | 3 min 24 s 895 |
| Poursuite par équipes  | Grande-Bretagne Katie Archibald Neah Evans Josie Knight Anna Morris Elinor Barker (q)   | 4 min 13 s 890 | Italie Martina Alzini Elisa Balsamo Martina Fidanza Vittoria Guazzini Letizia Paternoster (q) | 4 min 16 s 018 | Allemagne Franziska Brauße Lisa Klein Mieke Kröger Laura Süßemilch | 4 min 14 s 402 |
| Course aux points      | Anita Stenberg                                                                          | 56 pts         | Shari Bossuyt                                                                                 | 42 pts         | Marie Le Net                                                       | 34 pts         |
| Américaine             | Grande-Bretagne Katie Archibald Elinor Barker                                           | 38 pts         | France Victoire Berteau Clara Copponi                                                         | 25 pts         | Italie Elisa Balsamo Vittoria Guazzini                             | 19 pts         |
| Scratch                | Maria Martins                                                                           |                | Eukene Larrarte                                                                               |                | Daria Pikulik                                                      |                |
| Omnium                 | Katie Archibald                                                                         | 155 pts        | Daria Pikulik                                                                                 | 124 pts        | Lotte Kopecky                                                      | 124 pts        |
| Course à l'élimination | Lotte Kopecky                                                                           |                | Valentine Fortin                                                                              |                | Maike van der Duin                                                 |                |

## Résultats détaillés

### Hommes

#### Kilomètre
- Finale

| Pos                | Nom                 | Pays            | Temps    | Écart  | Notes |
| ------------------ | ------------------- | --------------- | -------- | ------ | ----- |
| Médaille d'or      | Jeffrey Hoogland    | Pays-Bas        | 58.203   |        |       |
| Médaille d'argent  | Alejandro Martínez  | Espagne         | 59.687   | +1.484 |       |
| Médaille de bronze | Maximilian Dörnbach | Allemagne       | 59.778   | +1.575 |       |
| 4                  | Joseph Truman       | Grande-Bretagne | 1:00.291 | +2.088 |       |
| 5                  | Matteo Bianchi      | Italie          | 1:00.483 | +2.280 |       |
| 6                  | Melvin Landerneau   | France          | 1:00.575 | +2.372 |       |
| 7                  | Patryk Rajkowski    | Pologne         | 1:01.519 | +3.316 |       |
| 8                  | Marc Jurczyk        | Allemagne       | 1:01.952 | +3.749 |       |

#### Keirin
- Finale

| Pos                | Nom              | Pays     | Notes |
| ------------------ | ---------------- | -------- | ----- |
| Médaille d'or      | Harrie Lavreysen | Pays-Bas |       |
| Médaille d'argent  | Patryk Rajkowski | Pologne  |       |
| Médaille de bronze | Jeffrey Hoogland | Pays-Bas |       |
| 4                  | Mattia Predomo   | Italie   |       |
| 5                  | Martin Čechman   | Tchéquie |       |
| 6                  | Tom Derache      | France   |       |

- Petite finale

| Pos | Nom               | Pays            | Notes |
| --- | ----------------- | --------------- | ----- |
| 7   | Mikhail Iakovlev  | Israël          |       |
| 8   | Rafał Sarnecki    | Pologne         |       |
| 9   | Jack Carlin       | Grande-Bretagne |       |
| 10  | Hamish Turnbull   | Grande-Bretagne |       |
| 11  | Vasilijus Lendel  | Lituanie        |       |
| 12  | Melvin Landerneau | France          |       |

#### Vitesse
- Finales

| Pos                              | Nom              | Pays     | 1re manche | 2e manche | 3e manche |
| -------------------------------- | ---------------- | -------- | ---------- | --------- | --------- |
| Match pour la médaille d'or      |                  |          |            |           |           |
| Médaille d'or                    | Harrie Lavreysen | Pays-Bas | X          | X         |           |
| Médaille d'argent                | Mateusz Rudyk    | Pologne  | +0.083     | +0.146    |           |
| Match pour la médaille de bronze |                  |          |            |           |           |
| Médaille de bronze               | Rayan Helal      | France   | X          | X         |           |
| 4                                | Mikhail Iakovlev | Israël   | +0.079     | +0.022    |           |

#### Vitesse par équipes
- Finales

| Pos                              | Équipe                                                        | Temps  | Écart  | Notes |
| -------------------------------- | ------------------------------------------------------------- | ------ | ------ | ----- |
| Match pour la médaille d'or      |                                                               |        |        |       |
| Médaille d'or                    | Pays-Bas Jeffrey Hoogland Harrie Lavreysen Roy van den Berg   | 42.325 |        |       |
| Médaille d'argent                | Grande-Bretagne Jack Carlin Alistair Fielding Hamish Turnbull | 43.565 | +1.240 |       |
| Match pour la médaille de bronze |                                                               |        |        |       |
| Médaille de bronze               | France Timmy Gillion Melvin Landerneau Sébastien Vigier       | 43.332 |        |       |
| 4                                | Allemagne Maximilian Dörnbach Marc Jurczyk Luca Spiegel       | 44.501 | +1.169 |       |

#### Poursuite individuelle
- Finales

| Course pour la médaille d'or      |                     |                 |          |        |  |
| Médaille d'or                     | Jonathan Milan      | Italie          | 4:03.744 |        |  |
| Médaille d'argent                 | Daniel Bigham       | Grande-Bretagne | 4:05.860 | +2.116 |  |
| Course pour la médaille de bronze |                     |                 |          |        |  |
| Médaille de bronze                | Tobias Buck-Gramcko | Allemagne       | 4:09.796 |        |  |
| 4                                 | Corentin Ermenault  | France          | 4:10.261 | +0.465 |  |

#### Poursuite par équipes
- Finales

| Pos                              | Équipe                                                                    | Temps    | Écart  | Notes |
| -------------------------------- | ------------------------------------------------------------------------- | -------- | ------ | ----- |
| Match pour la médaille d'or      |                                                                           |          |        |       |
| Médaille d'or                    | Italie Filippo Ganna Francesco Lamon Jonathan Milan Manlio Moro           | 3:47.667 |        |       |
| Médaille d'argent                | Grande-Bretagne Daniel Bigham Charlie Tanfield Ethan Vernon Oliver Wood   | 3:48.800 | +1.133 |       |
| Match pour la médaille de bronze |                                                                           |          |        |       |
| Médaille de bronze               | France Thomas Denis Corentin Ermenault Quentin Lafargue Benjamin Thomas   | 3:49.837 |        |       |
| 4                                | Danemark Carl-Frederik Bévort Niklas Larsen Rasmus Pedersen Theodor Storm | 3:50.007 | +0.170 |       |

#### Course aux points
| Pos                | Nom                    | Pays            | Points au tour | Points au sprint | Ordre à l'arrivée | Total |
| ------------------ | ---------------------- | --------------- | -------------- | ---------------- | ----------------- | ----- |
| Médaille d'or      | Simone Consonni        | Italie          | 20             | 34               | 2                 | 54    |
| Médaille d'argent  | Albert Torres          | Espagne         | 20             | 31               | 1                 | 51    |
| Médaille de bronze | Donavan Grondin        | France          | 20             | 28               | 5                 | 48    |
| 4                  | Robbe Ghys             | Belgique        | 20             | 19               | 3                 | 39    |
| 5                  | Tobias Aagaard Hansen  | Danemark        | 20             | 17               | 10                | 37    |
| 6                  | Diogo Narciso          | Portugal        | 20             | 16               | 4                 | 36    |
| 7                  | William Perrett        | Grande-Bretagne | 20             | 11               | 6                 | 31    |
| 8                  | Bertold Drijver        | Hongrie         | 20             | 4                | 8                 | 24    |
| 9                  | Yoeri Havik            | Pays-Bas        | 0              | 8                | 14                | 8     |
| 10                 | Tim Torn Teutenberg    | Allemagne       | 0              | 3                | 16                | 3     |
| 11                 | Wojtek Pszczolarski    | Pologne         | 0              | 2                | 13                | 2     |
| 12                 | Gustav Johansson       | Suède           | 0              | 0                | 12                | 0     |
| 13                 | Lukas Rüegg            | Suisse          | –20            | 3                | 7                 | –17   |
| 14                 | Alon Yogev             | Israël          | –20            | 3                | 9                 | –17   |
| 15                 | Daniel Crista          | Roumanie        | –20            | 0                | 15                | –20   |
| 16                 | Maximilian Schmidbauer | Autriche        | –40            | 4                | 11                | –36   |
| 17                 | Adam Křenek            | Tchéquie        | –60            | 0                | 17                | –60   |
| 18                 | Mykyta Yakovlev        | Ukraine         | –40            | 4                | –                 | DNF   |
| 19                 | Martin Chren           | Slovaquie       | –40            | 0                | –                 | DNF   |
| 20                 | Musa Mikayilzade       | Azerbaïdjan     | –60            | 0                | –                 | DNF   |
| 21                 | Rokas Adomaitis        | Lituanie        | –20            | 0                | –                 | DNF   |
| 22                 | Vitālijs Korņilovs     | Lettonie        | –60            | 0                | –                 | DNF   |

#### Américaine
| Pos                | Nom                                 | Pays            | Points au tour | Points au sprint | Ordre à l'arrivée | Total |
| ------------------ | ----------------------------------- | --------------- | -------------- | ---------------- | ----------------- | ----- |
| Médaille d'or      | Roger Kluge Theo Reinhardt          | Allemagne       | 0              | 43               | 1                 | 43    |
| Médaille d'argent  | Simone Consonni Michele Scartezzini | Italie          | 0              | 34               | 5                 | 34    |
| Médaille de bronze | Donavan Grondin Benjamin Thomas     | France          | 0              | 32               | 4                 | 32    |
| 4                  | Rui Oliveira Iúri Leitão            | Portugal        | 0              | 31               | 2                 | 31    |
| 5                  | Robbe Ghys Fabio Van den Bossche    | Belgique        | 0              | 15               | 8                 | 15    |
| 6                  | Sebastián Mora Albert Torres        | Espagne         | 0              | 13               | 3                 | 13    |
| 7                  | Oliver Wood Fred Wright             | Grande-Bretagne | –20            | 26               | 6                 | 6     |
| 8                  | Tobias Aagaard Hansen Theodor Storm | Danemark        | 0              | 6                | 11                | 6     |
| 9                  | Yoeri Havik Vincent Hoppezak        | Pays-Bas        | –20            | 22               | 7                 | 2     |
| 10                 | Raphael Kokas Felix Ritzinger       | Autriche        | –20            | 0                | 10                | –20   |
| 11                 | Wojtek Pszczolarski Szymon Sajnok   | Pologne         | –40            | 9                | 9                 | –31   |
| 12                 | Claudio Imhof Lukas Rüegg           | Suisse          | –40            | 0                | –                 | DNF   |
| 12                 | Valentyn Kabashnyi Mykyta Yakovlev  | Ukraine         | –40            | 0                | –                 | DNF   |
| 14                 | Jan Voneš Radovan Štec              | Tchéquie        | –40            | 0                | –                 | DNF   |
| 15                 | Vladislav Logionov Rotem Tene       | Israël          | –40            | 0                | –                 | DNF   |
| 16                 | Martin Chren Pavol Rovder           | Slovaquie       | –40            | 0                | –                 | DNF   |

#### Scratch
| Pos                | Nom                     | Pays            | Tours |
| ------------------ | ----------------------- | --------------- | ----- |
| Médaille d'or      | Oliver Wood             | Grande-Bretagne |       |
| Médaille d'argent  | Roy Eefting             | Pays-Bas        |       |
| Médaille de bronze | Donavan Grondin         | France          |       |
| 4                  | Tuur Dens               | Belgique        |       |
| 5                  | Tim Torn Teutenberg     | Allemagne       |       |
| 6                  | Iúri Leitão             | Portugal        |       |
| 7                  | Albert Torres           | Espagne         |       |
| 8                  | Tim Wafler              | Autriche        |       |
| 9                  | Carl-Frederik Bévort    | Danemark        |       |
| 10                 | Filip Prokopyszyn       | Pologne         |       |
| 11                 | Kyrylo Tsarenko         | Ukraine         |       |
| 12                 | Alex Vogel              | Suisse          | –1    |
|                    | Radovan Štec            | Tchéquie        | DNF   |
|                    | Chrístos Volikákis      | Grèce           | DNF   |
|                    | JB Murphy               | Irlande         | DNF   |
|                    | Vladislav Loginov       | Israël          | DNF   |
|                    | Martin Chren            | Slovaquie       | DNF   |
|                    | Musa Mikayilzade        | Azerbaïdjan     | DNF   |
|                    | George Nemilostivijs    | Lettonie        | DNF   |
|                    | Žygimantas Matuzevičius | Lituanie        | DNF   |
|                    | Mattia Pinazzi          | Italie          | DNF   |

#### Omnium
- Course aux points et classement final[27]

| Rang               | Nom                  | Pays            | Scratch | Tempo | Elim. | Sous-total | Points au tour | Points au sprint | Ordre à l'arrivée | Points total |
| ------------------ | -------------------- | --------------- | ------- | ----- | ----- | ---------- | -------------- | ---------------- | ----------------- | ------------ |
| Médaille d'or      | Benjamin Thomas      | France          | 20      | 38    | 40    | 98         | 40             | 24               | 21                | 162          |
| Médaille d'argent  | Simone Consonni      | Italie          | 32      | 28    | 38    | 98         | 40             | 8                | 11                | 146          |
| Médaille de bronze | William Perrett      | Grande-Bretagne | 22      | 34    | 26    | 82         | 40             | 14               | 10                | 136          |
| 4                  | Roger Kluge          | Allemagne       | 24      | 18    | 36    | 78         | 40             | 16               | 2                 | 136          |
| 5                  | Sebastián Mora       | Espagne         | 38      | 32    | 30    | 100        | 20             | 9                | 22                | 129          |
| 6                  | Jan-Willem van Schip | Pays-Bas        | 40      | 30    | 32    | 102        | 0              | 4                | 16                | 106          |
| 7                  | Lindsay De Vylder    | Belgique        | 26      | 20    | 28    | 74         | 20             | 8                | 3                 | 102          |
| 8                  | Niklas Larsen        | Danemark        | 4       | 22    | 34    | 60         | 20             | 10               | 1                 | 90           |
| 9                  | João Matias          | Portugal        | 34      | 24    | 8     | 66         | 20             | 3                | 12                | 89           |
| 10                 | Valère Thiébaud      | Suisse          | 28      | 36    | 14    | 78         | 0              | 2                | 17                | 80           |
| 11                 | Szymon Sajnok        | Pologne         | 14      | 2     | 24    | 40         | 20             | 5                | 4                 | 65           |
| 12                 | Tim Wafler           | Autriche        | 16      | 16    | 22    | 54         | 0              | 7                | 5                 | 61           |
| 13                 | Rotem Tene           | Israël          | 36      | 6     | 16    | 58         | 0              | 1                | 14                | 59           |
| 14                 | JB Murphy            | Irlande         | 10      | 40    | 2     | 52         | 0              | 2                | 18                | 54           |
| 15                 | Jan Voneš            | Tchéquie        | 6       | 26    | 20    | 52         | 0              | 0                | 6                 | 52           |
| 16                 | Daniel Crista        | Roumanie        | 8       | 12    | 6     | 26         | 20             | 0                | 15                | 46           |
| 17                 | Chrístos Volikákis   | Grèce           | 18      | 14    | 12    | 44         | 0              | 0                | 7                 | 44           |
| 18                 | Bertold Drijver      | Hongrie         | 30      | 8     | 4     | 42         | 0              | 0                | 9                 | 42           |
| 19                 | Aivaras Mikutis      | Lituanie        | 12      | 10    | 10    | 32         | 0              | 5                | 8                 | 37           |
| 20                 | Gustav Johansson     | Suède           | 1       | 4     | 18    | 23         | 0              | 0                | 19                | 23           |
| 21                 | Kyrylo Tsarenko      | Ukraine         | 2       | 1     | 1     | 4          | 0              | 2                | 13                | 6            |
| 22                 | Martin Chren         | Slovaquie       | –39     | 1     | 1     | –37        | 0              | 1                | 20                | –36          |
| 23                 | George Nemilostivijs | Lettonie        | –39     | 1     | 1     | –37        | –20            | 0                | DNF               |              |

#### Course à l'élimination
| Pos                | Nom                     | Pays            |
| ------------------ | ----------------------- | --------------- |
| Médaille d'or      | Tim Torn Teutenberg     | Allemagne       |
| Médaille d'argent  | Rui Oliveira            | Portugal        |
| Médaille de bronze | Philip Heijnen          | Pays-Bas        |
| 4                  | Donavan Grondin         | France          |
| 5                  | Elia Viviani            | Italie          |
| 6                  | Jules Hesters           | Belgique        |
| 7                  | Tobias Aagaard Hansen   | Danemark        |
| 8                  | Denis Rugovac           | Tchéquie        |
| 9                  | Chrístos Volikákis      | Grèce           |
| 10                 | Erik Martorell          | Espagne         |
| 11                 | Valentyn Kabashnyi      | Ukraine         |
| 12                 | Raphael Kokas           | Autriche        |
| 13                 | Rotem Tene              | Israël          |
| 14                 | Fred Wright             | Grande-Bretagne |
| 15                 | Pavol Rovder            | Slovaquie       |
| 16                 | Žygimantas Matuzevičius | Lituanie        |
| 17                 | Filip Prokopyszyn       | Pologne         |
| 18                 | Dominik Bieler          | Suisse          |
| 19                 | Georgijs Nemilostivijs  | Lettonie        |
| 20                 | Musa Mikayilzade        | Azerbaïdjan     |

### Femmes

#### 500 mètres
- Finale

| Pos                | Nom                      | Pays            | Temps  | Écart  | Notes |
| ------------------ | ------------------------ | --------------- | ------ | ------ | ----- |
| Médaille d'or      | Emma Hinze               | Allemagne       | 32.947 |        |       |
| Médaille d'argent  | Taky Marie-Divine Kouamé | France          | 33.390 | +0.443 |       |
| Médaille de bronze | Hetty van de Wouw        | Pays-Bas        | 33.554 | +0.607 |       |
| 4                  | Miriam Vece              | Italie          | 33.587 | +0.640 |       |
| 5                  | Pauline Grabosch         | Allemagne       | 33.708 | +0.761 |       |
| 6                  | Lauren Bell              | Grande-Bretagne | 33.710 | +0.763 |       |
| 7                  | Kyra Lamberink           | Pays-Bas        | 34.200 | +1.253 |       |
| 8                  | Katy Marchant            | Grande-Bretagne | 34.297 | +1.350 |       |

#### Keirin
- Finale

| Pos                | Nom                  | Pays            | Notes |
| ------------------ | -------------------- | --------------- | ----- |
| Médaille d'or      | Lea Sophie Friedrich | Allemagne       |       |
| Médaille d'argent  | Emma Finucane        | Grande-Bretagne |       |
| Médaille de bronze | Emma Hinze           | Allemagne       |       |
| 4                  | Steffie van der Peet | Pays-Bas        |       |
| 5                  | Nicky Degrendele     | Belgique        |       |
| 6                  | Mathilde Gros        | France          |       |

- Petite finale

| Pos | Nom                      | Pays            | Notes |
| --- | ------------------------ | --------------- | ----- |
| 7   | Marlena Karwacka         | Pologne         |       |
| 8   | Helena Casas             | Espagne         |       |
| 9   | Taky Marie-Divine Kouamé | France          |       |
| 10  | Sophie Capewell          | Grande-Bretagne |       |
| 11  | Miriam Vece              | Italie          |       |
| 12  | Giada Capobianchi        | Italie          |       |

#### Vitesse
- Finales

| Pos                              | Nom                  | Pays            | 1re manche | 2e manche | 3e manche |
| -------------------------------- | -------------------- | --------------- | ---------- | --------- | --------- |
| Match pour la médaille d'or      |                      |                 |            |           |           |
| Médaille d'or                    | Lea Sophie Friedrich | Allemagne       | X          | X         |           |
| Médaille d'argent                | Pauline Grabosch     | Allemagne       | +0.088     | +0.110    |           |
| Match pour la médaille de bronze |                      |                 |            |           |           |
| Médaille de bronze               | Sophie Capewell      | Grande-Bretagne | X          | X         |           |
| 4                                | Mathilde Gros        | France          | +0.098     | +0.122    |           |

#### Vitesse par équipes
- Finales

| Pos                              | Équipe                                                         | Temps  | Écart  | Notes |
| -------------------------------- | -------------------------------------------------------------- | ------ | ------ | ----- |
| Match pour la médaille d'or      |                                                                |        |        |       |
| Médaille d'or                    | Allemagne Lea Sophie Friedrich Pauline Grabosch Emma Hinze     | 46.865 |        |       |
| Médaille d'argent                | Grande-Bretagne Lauren Bell Emma Finucane Katy Marchant        | 47.639 | +0.774 |       |
| Match pour la médaille de bronze |                                                                |        |        |       |
| Médaille de bronze               | Pays-Bas Kyra Lamberink Steffie van der Peet Hetty van de Wouw | 47.431 |        |       |
| 4                                | France Mathilde Gros Taky Marie-Divine Kouamé Julie Michaux    | 49.181 | +1.750 |       |

#### Poursuite individuelle
- Finales

| Course pour la médaille d'or      |                  |                 |          |        |  |
| Médaille d'or                     | Franziska Brauße | Allemagne       | 3:20.101 |        |  |
| Médaille d'argent                 | Josie Knight     | Grande-Bretagne | 3:23.613 | +3.512 |  |
| Course pour la médaille de bronze |                  |                 |          |        |  |
| Médaille de bronze                | Mieke Kröger     | Allemagne       | 3:24.895 |        |  |
| 4                                 | Anna Morris      | Grande-Bretagne | 3:25.556 | +0.661 |  |

#### Poursuite par équipes
- Finales

| Pos                              | Équipe                                                                | Temps    | Écart  | Notes |
| -------------------------------- | --------------------------------------------------------------------- | -------- | ------ | ----- |
| Match pour la médaille d'or      |                                                                       |          |        |       |
| Médaille d'or                    | Grande-Bretagne Katie Archibald Neah Evans Josie Knight Anna Morris   | 4:13.890 |        |       |
| Médaille d'argent                | Italie Martina Alzini Elisa Balsamo Martina Fidanza Vittoria Guazzini | 4:16.018 | +2.128 |       |
| Match pour la médaille de bronze |                                                                       |          |        |       |
| Médaille de bronze               | Allemagne Franziska Brauße Lisa Klein Mieke Kröger Laura Süßemilch    | 4:14.402 |        |       |
| 4                                | France Victoire Berteau Marion Borras Clara Copponi Valentine Fortin  | 4:15.557 | +1.155 |       |

#### Course aux points
| Pos                | Nom                    | Pays            | Points au tour | Points au sprint | Ordre à l'arrivée | Total |
| ------------------ | ---------------------- | --------------- | -------------- | ---------------- | ----------------- | ----- |
| Médaille d'or      | Anita Stenberg         | Norvège         | 20             | 36               | 3                 | 56    |
| Médaille d'argent  | Shari Bossuyt          | Belgique        | 20             | 22               | 1                 | 42    |
| Médaille de bronze | Marie Le Net           | France          | 20             | 14               | 8                 | 34    |
| 4                  | Marit Raaijmakers      | Pays-Bas        | 20             | 9                | 9                 | 29    |
| 5                  | Silvia Zanardi         | Italie          | 0              | 12               | 12                | 12    |
| 6                  | Maria Martins          | Portugal        | 0              | 9                | 2                 | 9     |
| 7                  | Neah Evans             | Grande-Bretagne | 0              | 8                | 5                 | 8     |
| 8                  | Verena Eberhardt       | Autriche        | 0              | 5                | 4                 | 5     |
| 9                  | Mia Griffin            | Irlande         | 0              | 4                | 6                 | 4     |
| 10                 | Karolina Karasiewicz   | Pologne         | 0              | 2                | 15                | 2     |
| 11                 | Argiro Milaki          | Grèce           | 0              | 0                | 7                 | 0     |
| 12                 | Léna Mettraux          | Suisse          | 0              | 0                | 10                | 0     |
| 13                 | Kristýna Burlová       | Tchéquie        | 0              | 0                | 11                | 0     |
| 14                 | Laura Süßemilch        | Allemagne       | 0              | 0                | 13                | 0     |
| 15                 | Ziortza Isasi          | Espagne         | –20            | 0                | 14                | –20   |
| 16                 | Zsuzsanna Kercsó-Magos | Hongrie         | –60            | 0                | –                 | DNF   |
| 16                 | Anna Kolyzhuk          | Ukraine         | –60            | 0                | –                 | DNF   |
| 18                 | Olivija Baleišytė      | Lituanie        | 0              | 0                | –                 | DNF   |

#### Américaine
| Pos                | Nom                                     | Pays            | Points au tour | Points au sprint | Ordre à l'arrivée | Total |
| ------------------ | --------------------------------------- | --------------- | -------------- | ---------------- | ----------------- | ----- |
| Médaille d'or      | Katie Archibald Elinor Barker           | Grande-Bretagne | 0              | 38               | 1                 | 38    |
| Médaille d'argent  | Victoire Berteau Clara Copponi          | France          | 0              | 25               | 4                 | 25    |
| Médaille de bronze | Elisa Balsamo Vittoria Guazzini         | Italie          | 0              | 19               | 6                 | 19    |
| 4                  | Shari Bossuyt Lotte Kopecky             | Belgique        | 0              | 17               | 3                 | 17    |
| 5                  | Amalie Dideriksen Julie Norman Leth     | Danemark        | 0              | 14               | 7                 | 14    |
| 6                  | Daria Pikulik Wiktoria Pikulik          | Pologne         | 0              | 10               | 5                 | 10    |
| 7                  | Franziska Brauße Lena Charlotte Reißner | Allemagne       | 0              | 9                | 2                 | 9     |
| 8                  | Marit Raaijmakers Maike van der Duin    | Pays-Bas        | 0              | 7                | 12                | 7     |
| 9                  | Michelle Andres Aline Seitz             | Suisse          | –20            | 1                | 8                 | –19   |
| 10                 | Eukene Larrarte Laura Rodríguez         | Espagne         | –20            | 0                | 9                 | –20   |
| 11                 | Kateřina Kohoutková Petra Ševčíková     | Tchéquie        | –40            | 1                | 10                | –39   |
| 12                 | Lara Gillespie Alice Sharpe             | Irlande         | –60            | 2                | 11                | –58   |
| 13                 | Verena Eberhardt Kathrin Schweinberger  | Autriche        | –40            | 0                | –                 | DNF   |

#### Scratch
| Pos                | Nom                    | Pays            | Tours |
| ------------------ | ---------------------- | --------------- | ----- |
| Médaille d'or      | Maria Martins          | Portugal        |       |
| Médaille d'argent  | Eukene Larrarte        | Espagne         |       |
| Médaille de bronze | Daria Pikulik          | Pologne         |       |
| 4                  | Maike van der Duin     | Pays-Bas        |       |
| 5                  | Martina Fidanza        | Italie          |       |
| 6                  | Ella Barnwell          | Grande-Bretagne |       |
| 7                  | Petra Ševčíková        | Tchéquie        |       |
| 8                  | Anita Stenberg         | Norvège         |       |
| 9                  | Shari Bossuyt          | Belgique        |       |
| 10                 | Clara Copponi          | France          |       |
| 11                 | Argiro Milaki          | Grèce           |       |
| 12                 | Alice Sharpe           | Irlande         |       |
| 13                 | Olivija Baleišytė      | Lituanie        |       |
| 14                 | Alžbeta Bačíková       | Slovaquie       |       |
| 15                 | Anna Kolyzhuk          | Ukraine         |       |
| 16                 | Lena Charlotte Reißner | Allemagne       |       |
| 17                 | Verena Eberhardt       | Autriche        |       |
| 18                 | Léna Mettraux          | Suisse          |       |
| 19                 | Zsuzsanna Kercsó-Magos | Hongrie         | DNF   |

#### Omnium
- Course aux points et classement final[54]

| Rang               | Nom                   | Pays            | Scratch | Tempo | Elim. | Sous-total | Points au tour | Points au sprint | Ordre à l'arrivée | Points total |
| ------------------ | --------------------- | --------------- | ------- | ----- | ----- | ---------- | -------------- | ---------------- | ----------------- | ------------ |
| Médaille d'or      | Katie Archibald       | Grande-Bretagne | 40      | 40    | 40    | 120        | 20             | 15               | 11                | 155          |
| Médaille d'argent  | Daria Pikulik         | Pologne         | 36      | 30    | 38    | 104        | 0              | 20               | 1                 | 124          |
| Médaille de bronze | Lotte Kopecky         | Belgique        | 20      | 34    | 36    | 90         | 20             | 14               | 2                 | 124          |
| 4                  | Amalie Dideriksen     | Danemark        | 18      | 36    | 34    | 88         | 20             | 5                | 10                | 113          |
| 5                  | Maike van der Duin    | Pays-Bas        | 38      | 32    | 32    | 102        | 0              | 1                | 16                | 103          |
| 6                  | Clara Copponi         | France          | 34      | 38    | 22    | 94         | 0              | 8                | 3                 | 102          |
| 7                  | Rachele Barbieri      | Italie          | 24      | 26    | 30    | 80         | 0              | 14               | 4                 | 94           |
| 8                  | Anita Stenberg        | Norvège         | 30      | 28    | 18    | 76         | 0              | 6                | 8                 | 82           |
| 9                  | Maria Martins         | Portugal        | 32      | 20    | 24    | 76         | 0              | 2                | 12                | 78           |
| 10                 | Lea Lin Teutenberg    | Allemagne       | 22      | 22    | 28    | 72         | 0              | 6                | 18                | 78           |
| 11                 | Eukene Larrarte       | Espagne         | 28      | 18    | 20    | 66         | 0              | 0                | 13                | 66           |
| 12                 | Olivija Baleišytė     | Lituanie        | 26      | 4     | 26    | 56         | 0              | 0                | 19                | 56           |
| 13                 | Lara Gillespie        | Irlande         | 16      | 24    | 12    | 52         | 0              | 1                | 5                 | 53           |
| 14                 | Michelle Andres       | Suisse          | 8       | 16    | 14    | 38         | 0              | 0                | 14                | 38           |
| 15                 | Petra Ševčíková       | Tchéquie        | 14      | 12    | 8     | 34         | 0              | 2                | 6                 | 36           |
| 16                 | Alžbeta Bačíková      | Slovaquie       | 12      | 8     | 16    | 36         | 0              | 0                | 15                | 36           |
| 17                 | Argiro Milaki         | Grèce           | 4       | 6     | 10    | 20         | 0              | 5                | 7                 | 25           |
| 18                 | Kseniia Fedotova      | Ukraine         | 6       | 10    | 4     | 20         | 0              | 0                | 17                | 20           |
| 19                 | Kathrin Schweinberger | Autriche        | 10      | 14    | 6     | 30         | –20            | 0                | 0                 | 10           |

#### Course à l'élimination
| Pos                | Nom                | Pays            |
| ------------------ | ------------------ | --------------- |
| Médaille d'or      | Lotte Kopecky      | Belgique        |
| Médaille d'argent  | Valentine Fortin   | France          |
| Médaille de bronze | Maike van der Duin | Pays-Bas        |
| 4                  | Elinor Barker      | Grande-Bretagne |
| 5                  | Lea Lin Teutenberg | Allemagne       |
| 6                  | Patrycja Lorkowska | Pologne         |
| 7                  | Laura Rodríguez    | Espagne         |
| 8                  | Michelle Andres    | Suisse          |
| 9                  | Kseniia Fedotova   | Ukraine         |
| 10                 | Mia Griffin        | Irlande         |
| 11                 | Argiro Milaki      | Grèce           |
| 12                 | Alžbeta Bačíková   | Slovaquie       |
| 13                 | Rachele Barbieri   | Italie          |
| 14                 | Barbora Němcová    | Tchéquie        |
| 15                 | Leila Gschwentner  | Autriche        |
| 16                 | Maria Martins      | Portugal        |

## Tableau des médailles
| Rang  | Nation          | Or | Argent | Bronze | Total |
| ----- | --------------- | -- | ------ | ------ | ----- |
| 1     | Allemagne       | 7  | 1      | 6      | 14    |
| 2     | Grande-Bretagne | 4  | 6      | 1      | 11    |
| 3     | Pays-Bas        | 4  | 1      | 5      | 10    |
| 4     | Italie          | 3  | 3      | 1      | 7     |
| 5     | France          | 1  | 3      | 7      | 11    |
| 6     | Belgique        | 1  | 1      | 1      | 3     |
| 7     | Portugal        | 1  | 1      | 0      | 2     |
| 8     | Norvège         | 1  | 0      | 0      | 1     |
| 9     | Pologne         | 0  | 3      | 1      | 4     |
| 10    | Espagne         | 0  | 3      | 0      | 3     |
| Total | Total           | 22 | 22     | 22     | 66    |